# Franz Crass
Franz Crass (9. února 1928 Wipperfürth, Rheinprovinz – 23. června 2012 Rüsselsheim, Hesensko) byl německý operní pěvec – bas. Debutoval v roce 1954 v Krefeldu. V letech 1954–1973 byl několikrát na festivalu v Bayreuthu.